# Virgen de la Paloma de Madrid

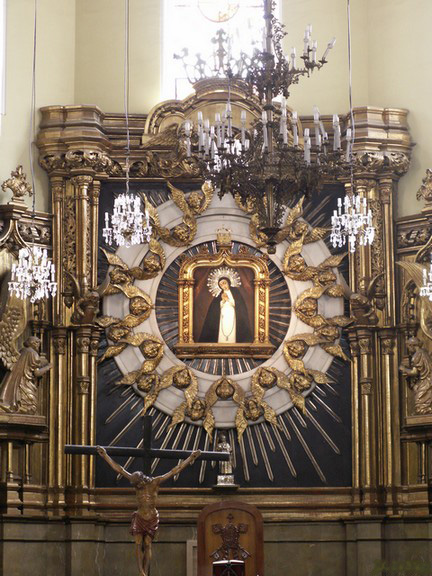
Retablo de la Virgen.

La Virgen de la Paloma es una advocación mariana de Madrid (España).  Sin ser la patrona oficial de dicha villa (lugar que ocupa la Almudena), tradicionalmente se la considera "patrona popular de los madrileños", y ha gozado de gran devoción, siendo conmemorada el 15 de agosto. En su honor se celebran anualmente las Fiestas de la Paloma, muy castizas. Se trata de una tradición que data de finales del siglo XVIII. La imagen de la Virgen es un lienzo en lugar de la tradicional talla. El cuadro se encuentra en el centro de un retablo situado en la iglesia parroquial de la Virgen de la Paloma y de San Pedro el Real, situada en la calle de la Paloma n.º 19, en el barrio de La Latina.
Además, es patrona de los bomberos de Madrid.

## Historia
Según un informe escrito en 1791 por el marqués de Casa García Postigo, alcalde de Madrid, el lienzo, que representa a Nuestra Señora de la Soledad, fue encontrado o regalado a unos niños para que jugaran con él en un solar contiguo a la calle de la Paloma. Habitaba en esta Isabel Tintero, quien viendo la escena lo recuperó, limpió, enmarcó y colocó en el portal de su casa. La veneración que le profesaba Tintero a la imagen se amplió con fervor a los vecinos del lugar. Dice el mencionado informe:

"... resulta que la expresada Isabel Tintero, mujer de Diego Charco, de ejercicio cochero, viendo a principios del año 1787 que unos muchachos llevaran arrastrando como por juguete un lienzo de Ntra. Sra. de la Soledad, lo arrebató de las manos de aquellos, lo hizo retocar y lo colocó en marzo del propio año en el portal de su misma casa, y esmerándose en su culto, le ha promovido con tanto fervor que ha conseguido extender su particular devoción; de modo que se hallan alumbrándola varios faroles y lámpara a expensas de personas de primera clase, además de las muchas velas que la devoción de los fieles la presentan, reconocidos a los singulares beneficios que dicen haber conseguido ellos por intercesión de esta su Poderosa Madre, y en señal de este reconocimiento se ven las paredes de la actual Capillita llenas de presentallas. (...) A impulsos de esta devoción se reza el Rosario todas las noches ante esta santa Imagen, cubriendo el Concurso gran parte de la calle... "

Como fuera que a tal Virgen se le atribuyesen varios milagros, su culto se extendió rápidamente, llegando su devoción a la Casa Real. Se dice que María Luisa de Parma (esposa de Carlos IV de España) fue muy devota de esta imagen, tras obtener de la Virgen de la Paloma la curación de su hijo, el futuro Fernando VII de España. 

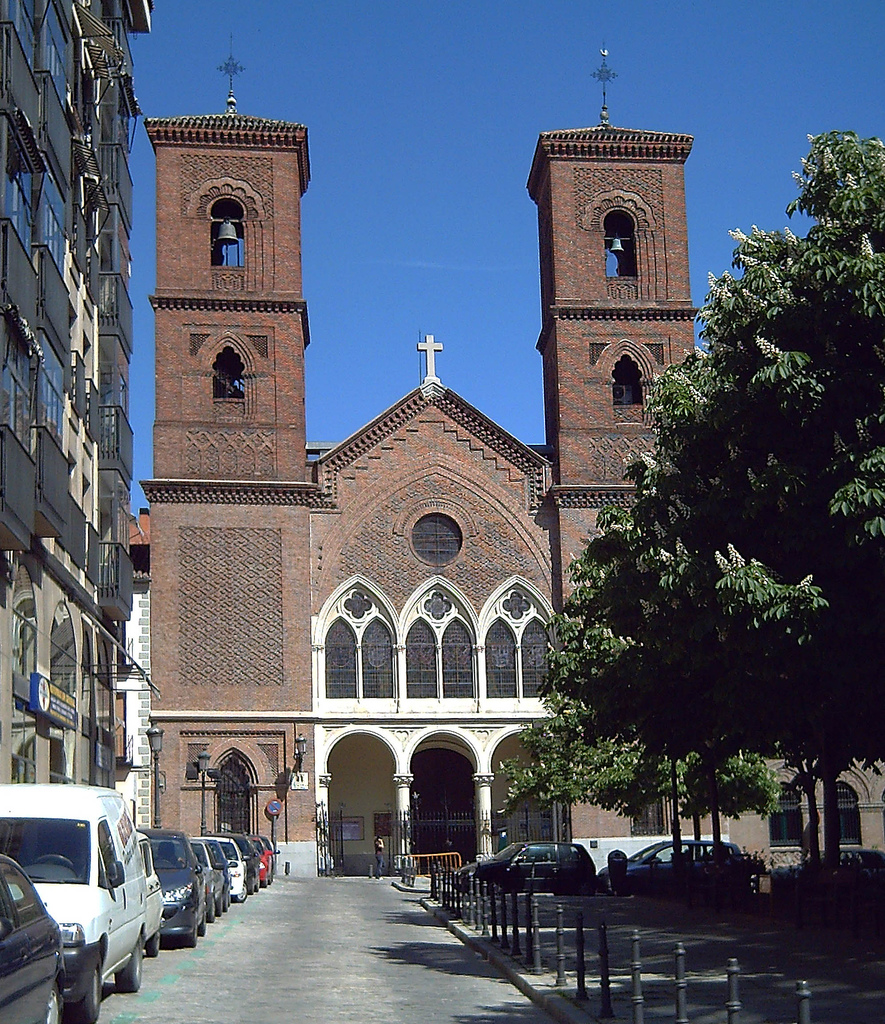
Iglesia de la Paloma.

Al quedarse pequeño el portal para la cantidad de gente que acudía, Isabel Tintero decide utilizar una habitación de su propia casa, pero aun así no es suficiente y se inician los trámites para levantar una pequeña capilla en un erial de la misma calle. Realiza el proyecto Francisco Sánchez, discípulo de Ventura Rodríguez, concluyéndose la capilla en 1795. La capilla, dedicada a Nuestra Señora de la Soledad, se construyó con el apoyo de la Casa Real. Si bien dedicada a Nuestra Señora de la Soledad, fue popularmente conocida como "de la Paloma" por estar situada en la calle de tal nombre.
Cuando se produce la invasión francesa, es la propia Isabel quien esconde el cuadro y las joyas de la Virgen durante la ocupación. Isabel muere en 1813 y aunque su deseo era ser enterrada en la capilla, no se consiguió el permiso y fue enterrada en el cementerio de San Isidro.
El culto sigue creciendo y la capilla se queda pequeña. En 1891, se convierte en la parroquia de San Pedro el Real, pero se considera que el edificio está en malas condiciones y que no era posible continuar el culto en la pequeña capilla, lo que lleva a levantar una nueva iglesia. En 1896 se comienza a construir la nueva iglesia según el proyecto del arquitecto Lorenzo Álvarez Capra, y se inaugura en 1912. El exterior es de estilo neomudéjar y el interior tiene elementos góticos. La planta, de cruz latina; sobre el altar mayor se sitúa el cuadro de Nuestra Señora de la Soledad. En 1978 se acometió una restauración en profundidad del edificio, dirigida por el arquitecto Antonio Ábalos Culebras.

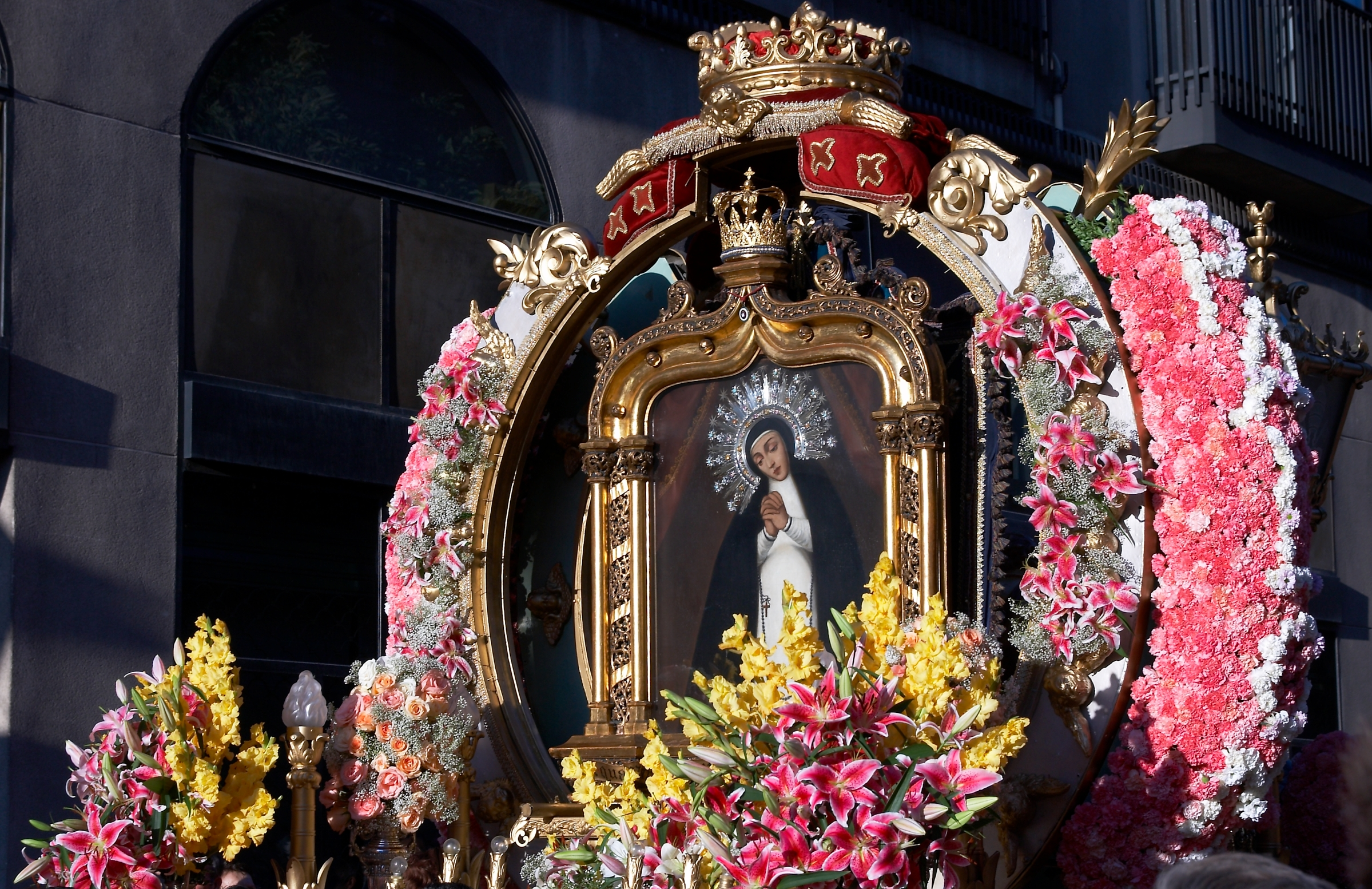
Procesión de la virgen de la Paloma (2007).

El 15 de agosto, fecha que coincide con la Asunción de María, se celebra la misa solemne en la iglesia. Después de que un bombero (de cuyo Cuerpo es, también, patrona) tenga el honor de descolgar del retablo el cuadro se celebra una procesión en presencia del arzobispo o un obispo auxiliar, el alcalde de Madrid, representantes del cuerpo de bomberos, personalidades y numeroso público que recorre las calles del barrio de La Latina. Finalizada la procesión, serán de nuevo los bomberos los encargados de colocar el lienzo de la Paloma en su altar.
El 20 de abril de 1954, Sábado de Gloria, la cantante madrileña Marisol Reyes estrenó, con libreto de Ochaíta, Valerio y Solano, la plegaria flamenca «A los Pies de la Paloma».